# Malinné (Velká Fatra)
Malinné 1209 m je vrch v severovýchodní části Velké Fatry nad městem Ružomberok. Z vrcholu je výhled na velkou část Liptova.

## Turistika
Na severovýchodních svazích je vybudováno středisko Malinô Brdo, přístupné kabinkovou lanovkou i cestou z Ružomberku. Poskytuje výborné podmínky pro zimní sporty, ale i letní turistiku. Ve středisku je vybudováno několik celoročně otevřených chat a penzionů.

## Přístup
- po  nebo  značce od Kalvárie v Ružomberku na rozcestí Sidorovo, odtud po  značce k hotelu Malina a po  na vrchol
- po  značce z Bílého Potoka přes Vlkolínec na rozcestí Sidorovo